# Grace Muteti
Grace Muteti es una deportista keniana que compitió en atletismo adaptado. Ganó una medalla de plata en los Juegos Paralímpicos de Seúl 1988 en la prueba de lanzamiento de jabalina (clase 2).

## Palmarés internacional
| Juegos Paralímpicos | Juegos Paralímpicos  | Juegos Paralímpicos | Juegos Paralímpicos |
| Año                 | Lugar                | Medalla             | Prueba              |
| ------------------- | -------------------- | ------------------- | ------------------- |
| 1988                | Seúl (Corea del Sur) | Medalla de plata    | Jabalina 2          |